# عصب إبطي
العصب الإبطي أو العصب المُنعطِف (بالإنجليزية: Axillary nerve)‏ هو عصب في الجسم البشري، ينشأ من الضفيرة العضدية في مستوى الإبط ويحمل ألياف عصبية من العصبين الرقبيين 5 و6 (ر5 ور6).

## تعصيب
يعصب العصب الإبطي ثلاث عضلات: العضلة الدالية (عضلة في الكتف)، العضلة المدوّرة الصغيرة والرأس الطويل للعضلة الثلاثية الرؤوس العضدية.

## صور

الضفيرة العضدية
الضفيرة العضدية مع مجرى الأعصاب النخاعية
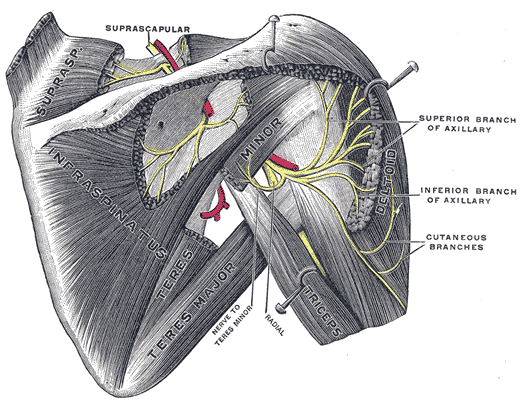
شريان وعصب فوق كتفي من الطرف الأيمن، رؤية خلفية.
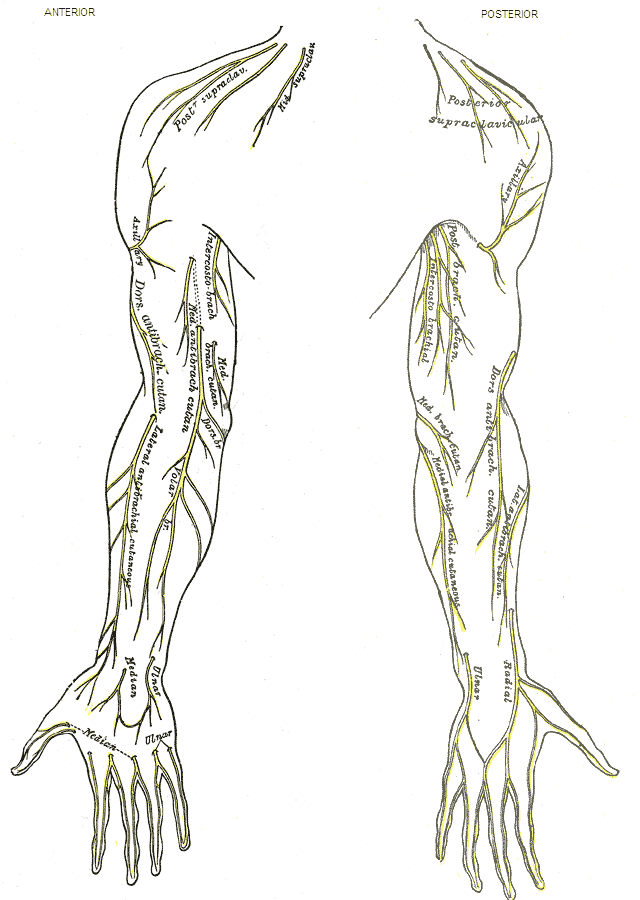
أعصاب جلدية في اليد اليمنى
رسم بياني للتوزيع القطاعي للأعصاب الجلدية للطرف العلوي الأيمن.
رؤية خلفية للطرف العلوي الأيمن، حيث تظهر العلامات السطحية للعظام والأعصاب.